# Neue Zürcher Zeitung
«Но́йе цю́рхер ца́йтунг» (нем. Neue Zürcher Zeitung — «Новая цюрихская газета») (сокр. NZZ) — крупная швейцарская немецкоязычная ежедневная газета, издающаяся в Цюрихе с 1780 года. Газета была основана Соломоном Гесснером под названием «Цюрхер цайтунг», а своё нынешнее название носит с 1821 года. «Нойе цюрхер цайтунг» освещает мировую политику, экономику и культуру. Политическая ориентация — либерализм, близкий к программе Радикально-демократической партии. С 2002 года существует воскресное приложение NZZ am Sonntag, носящее более развлекательный характер.
Газета отличается консервативным дизайном, который, за исключением отказа от готического шрифта, почти не изменился с 1930-х. Цветные фотографии в газете появились только в 2000-х.
В 1979 году «Нойе цюрхер цайтунг» вместе с немецкой газетой «Цайт» была награждена премией «Эразмус» за вклад в европейскую культуру.
В 2005 году все номера газеты, выпущенные за время её существования, были оцифрованы. В результате был создан архив из примерно двух миллионов изображений объёмом около 70 терабайт. Однако он доступен только штату газеты.